# Beder Caicedo
Beder Julio Caicedo Lastra (* 13. Mai 1992 in San Lorenzo) ist ein ecuadorianischer Fußballspieler.

## Karriere

### Verein
Caicedo spielte seit Beginn seiner Profikarriere bei dritt- und zweitklassigen ecuadorianischen Vereinen. Zu Beginn der Spielzeit 2016 wechselte er in die Serie A zum Delfín Sporting Club aus Manta. Nach einer Saison schloss er sich dem Barcelona Sporting Club aus Guayaquil an, für den er bis Ende 2019 spielte.
2020 wechselte er zum Klub Independiente del Valle aus Sangolquí, mit dem er 2021 den ersten Meistertitel der Vereinsgeschichte gewann. Allerdings kam Caicedo in dieser Spielzeit nur auf vier Einsätze in der Liga.

### Nationalmannschaft
Am 15. November 2018 debütierte Caicedo in einem Freundschaftsspiel gegen Peru in der ecuadorianischen Nationalmannschaft.
Nationaltrainer Hernán Darío Gómez berief ihn in den ecuadorianischen Kader für die Copa América 2019, bei der Caicedo im ersten Gruppenspiel gegen Uruguay eingesetzt wurde.
Sein erstes Länderspieltor erzielte er am 12. November 2020 im Qualifikationsspiel zur WM 2022 gegen Bolivien.

## Erfolge
- Ecuadorianischer Meister: 2021